# Tom Sancton
Thomas Alexander „Tom“ Sancton (* 1949 in Jackson (Mississippi)) ist ein amerikanischer Publizist und Jazzmusiker (Klarinette).

## Leben und Wirken
Sancton wuchs in New Orleans auf, wo er die öffentlichen Schulen besuchte. Nachdem ihn sein Vater zu einem Konzert in der Preservation Hall mitgenommen hatte, begann er im Alter von 13 Jahren mit dem Klarinettenspiel. Erste Unterrichtsstunden erhielt er von George Lewis, dessen Spiel er als besondere Inspiration bezeichnete. Bis 1971 studierte er amerikanische Geschichte und Literatur in Harvard. Anschließend promovierte er in Oxford in Neuerer Geschichte.
Von 1992 bis 2001 war er Pariser Büroleiter des Time-Magazine, für das er 22 Jahre lang arbeitete. Daneben er hat für zahlreiche Zeitschriften geschrieben, darunter Vanity Fair, Fortune, Newsweek und das Wall Street Journal. Von 2002 bis 2004 lehrte er Journalismus an der American University of Paris. Im Jahr 2007 wurde er zum Andrew W. Mellon Professor für Geisteswissenschaften an der Tulane University ernannt, wo er bis 2011 kreatives Schreiben lehrte. Dann war er Forschungsprofessor an der Tulane University.
Sancton ist der Koautor des Buchs Der Tod einer Prinzessin: Die Wahrheit über Dianas Ende über den Tod von Lady Diana und verfasste den Politthriller The Armageddon Project. In seinem autobiographisch gefärbten Buch Song for My Fathers: a New Orleans Story in Black and White beschrieb er seine Erlebnisse mit den alten Musikern des New Orleans Jazz. Zuletzt erschien The Last Baron: The Paris Kidnapping that Brought Down an Empire. Als Musiker hat er mehr als ein Dutzend Alben aufgenommen und tritt mit seiner New Orleans Legacy Band regelmäßig in der Preservation Hall und dem Palm Court Jazz Cafe auf. Er ist mehrfach beim New Orleans Jazz and Heritage Festival und beim French Quarter Festival aufgetreten. In dem Dokumentarfilm Wild Man Blues trat er neben Woody Allen auf. 2012 war er bei einem Konzert in der Carnegie Hall anlässlich des 50-jährigen Bestehens der Preservation Hall Jazz Band dabei.

## Preise und Auszeichnungen
Sancton erhielt 1987 einen Overseas Press Club Award und 2012 eine Ehrung für herausragende musikalische Beiträge durch das Preservation Resource Center. Das französische Kulturministeriums ernannte ihn 2014 zum Ritter des Ordre des Arts et des Lettres.

## Schriften (Auswahl)
- Thomas A. Sancton & Scott MacLeod (1998). Death of a Princess: The Investigation. St Martins Press, ISBN 978-0-312-19037-8.
  - Der Tod einer Prinzessin: Die Wahrheit über Dianas Ende. 1998
- Thomas A. Sancton & Gilles Delafon (1999). Dear Jacques, Cher Bill: au Cœur de l'Elysée et de la Maison Blanche, 1995–1999. Plon, ISBN 978-2-259-18689-6.
- Tom Sancton (2006). Song for My Fathers. Other Press, ISBN 978-1-59051-243-2.
- Tom Sancton (2007). The Armageddon Project. Other Press, ISBN 978-1-59051-252-4.
- Tom Sancton (2017). The Bettencourt Affair: the World's Richest Woman and the Scandal that Rocked Paris. Dutton, ISBN 978-1-101-98447-5.
- Clive Wilson & Thomas A. Sancton (2019). Time of My Life: A Jazz Journey from London to New Orleans. University Press of Mississippi, ISBN 1-4968-2117-3
- Tom Sancton (2021). Sweet Land of Liberty: America in the Mind of the French Left, 1848–1871. Louisiana State University Press, ISBN 978-0-8071-7430-2.
- Tom Sancton (2022). The Last Baron: The Paris Kidnapping that Brought Down an Empire. Dutton, ISBN 978-0-593-18380-9.

## Diskographische Hinweise
- Tommy Sancton’s Black Eagle Jazz Band – 1971 (NBEJB BE-SIX)
- New Orleans Reunion (G.H.B. BCD-283)
- Riviera Reunion (Fleur-de-Lys FDLCD-99)
- Together! Live in Switzerland (FDLCD – 94)
- Tommy Sancton’s New Orleans Serenaders: Louisiana Fairytale (G.H.B. BCD-360)
- The Classic Jazz Trio (Rankomatic – RMCD 110)
- The New Orleans Legacy Band: City of Million Dreams (G.H.B. BCD-527)
- The Tommy Sancton-Lars Edegran New Orleans Quartet: Hymns & Spirituals (NOL-CD-99)